# Thamaraikulam
Thamaraikulam is een panchayatdorp in het district Theni van de Indiase staat Tamil Nadu. 

## Demografie
Volgens de Indiase volkstelling van 2001 wonen er 10.264 mensen in Thamaraikulam, waarvan 51% mannelijk en 49% vrouwelijk is. De plaats heeft een alfabetiseringsgraad van 66%. 